# Medaliści igrzysk olimpijskich w wioślarstwie
Lista medalistów letnich igrzysk olimpijskich w wioślarstwie.

## Konkurencje obecnie rozgrywane

### Jedynki
| Rok i miejsce       | Złoto             | Srebro              | Brąz                              |
| ------------------- | ----------------- | ------------------- | --------------------------------- |
| Paryż 1900          | Hermann Barrelet  | André Gaudin        | St George Ashe                    |
| Saint Louis 1904    | Frank Greer       | James Juvenal       | Constance Titus                   |
| Londyn 1908         | Harry Blackstaffe | Alexander McCulloch | Bernhard von Gaza Károly Levitzky |
| Sztokholm 1912      | Wally Kinnear     | Polydore Veirman    | Everard Butler Mart Kuusik        |
| Antwerpia 1920      | John B. Kelly     | Jack Beresford      | Darcy Hadfield                    |
| Paryż 1924          | Jack Beresford    | William Gilmore     | Josef Schneider                   |
| Amsterdam 1928      | Henry Pearce      | Kenneth Myers       | Theodore Collet                   |
| Los Angeles 1932    | Henry Pearce      | William Miller      | Guillermo Douglas                 |
| Berlin 1936         | Gustav Schäfer    | Josef Hasenöhrl     | Daniel Barrow                     |
| Londyn 1948         | Mervyn Wood       | Eduardo Risso       | Romolo Catasta                    |
| Helsinki 1952       | Jurij Tiukałow    | Mervyn Wood         | Teodor Kocerka                    |
| Melbourne 1956      | Wiaczesław Iwanow | Stuart MacKenzie    | John B. Kelly jr.                 |
| Rzym 1960           | Wiaczesław Iwanow | Achim Hill          | Teodor Kocerka                    |
| Tokio 1964          | Wiaczesław Iwanow | Achim Hill          | Gottfried Kottmann                |
| Meksyk 1968         | Henri Jan Wienese | Jochen Meißner      | Alberto Demiddi                   |
| Monachium 1972      | Jurij Małyszew    | Alberto Demiddi     | Wolfgang Güldenpfennig            |
| Montreal 1976       | Pertti Karppinen  | Peter-Michael Kolbe | Joachim Dreifke                   |
| Moskwa 1980         | Pertti Karppinen  | Wasilij Jakusza     | Peter Kersten                     |
| Los Angeles 1984    | Pertti Karppinen  | Peter-Michael Kolbe | Robert Mills                      |
| Seul 1988           | Thomas Lange      | Michael Kolbe       | Eric Verdonk                      |
| Barcelona 1992      | Thomas Lange      | Václav Chalupa      | Kajetan Broniewski                |
| Atlanta 1996        | Xeno Müller       | Derek Porter        | Thomas Lange                      |
| Sydney 2000         | Rob Waddell       | Xeno Müller         | Marcel Hacker                     |
| Ateny 2004          | Olaf Tufte        | Jüri Jaanson        | Iwo Janakiew                      |
| Pekin 2008          | Olaf Tufte        | Ondřej Synek        | Mahé Drysdale                     |
| Londyn 2012         | Mahé Drysdale     | Ondřej Synek        | Alan Campbell                     |
| Rio de Janeiro 2016 | Mahé Drysdale     | Damir Martin        | Ondřej Synek                      |
| Tokio 2020          | Stefanos Ntouskos | Kjetil Borch        | Damir Martin                      |
| Paryż 2024          | Oliver Zeidler    | Jauhienij Załaty    | Simon van Dorp                    |

### Dwójki podwójne
| Rok i miejsce       | Złoto                                                 | Srebro                                                | Brąz                                                |
| ------------------- | ----------------------------------------------------- | ----------------------------------------------------- | --------------------------------------------------- |
| Saint Louis 1904    | Stany Zjednoczone · John Mulcahy · William Varley     | Stany Zjednoczone · Joseph McLoughlin · John Hoben    | Stany Zjednoczone · Joseph Ravannack · John Wells   |
| Antwerpia 1920      | Stany Zjednoczone · Paul Costello · John B. Kelly     | Włochy · Pietro Annoni · Erminio Dones                | Francja · Gaston Giran · Alfred Plé                 |
| Paryż 1924          | Stany Zjednoczone · Paul Costello · John B. Kelly     | Francja · Marc Detton · Jean-Pierre Stock             | Szwajcaria · Rudolf Bosshard · Heinrich Thoma       |
| Amsterdam 1928      | Stany Zjednoczone · Paul Costello · Charles McIlvaine | Kanada · Joseph Wright · John Guest                   | Austria · Leo Losert · Viktor Flessl                |
| Los Angeles 1932    | Stany Zjednoczone · Kenneth Myers · William Gilmore   | Rzesza Niemiecka · Herbert Buhtz · Gerhard Boetzelen  | Kanada · Charles Pratt · Noël de Mille              |
| Berlin 1936         | Wielka Brytania · Jack Beresford · Leslie Southwood   | III Rzesza · Willi Kaidel · Joachim Pirsch            | Polska · Roger Verey · Jerzy Ustupski               |
| Londyn 1948         | Wielka Brytania · Richard Burnell · Bertram Bushnell  | Dania · Ebbe Parsner · Aage Larsen                    | Urugwaj · William Jones · Juan Rodríguez            |
| Helsinki 1952       | Argentyna · Tranquilo Cappozzo · Eduardo Guerrero     | ZSRR · Heorhij Żylin · Ihor Jemczuk                   | Urugwaj · Miguel Seijas · Juan Rodríguez            |
| Melbourne 1956      | ZSRR · Aleksandr Bierkutow · Jurij Tiukałow           | Stany Zjednoczone · Bernard Costello · James Gardiner | Australia · Murray Riley · Mervyn Wood              |
| Rzym 1960           | Czechosłowacja · Václav Kozák · Pavel Schmidt         | ZSRR · Aleksandr Bierkutow · Jurij Tiukałow           | Szwajcaria · Ernst Hürlimann · Rolf Larcher         |
| Tokio 1964          | ZSRR · Oleg Tiurin · Boris Dubrowski                  | Stany Zjednoczone · Seymour Cromwell · James Storm    | Czechosłowacja · Vladimir Andrs · Pavel Hofman      |
| Meksyk 1968         | ZSRR · Anatolij Sass · Aleksandr Timoszinin           | Holandia · Henricus Droog · Leendert van Dis          | Stany Zjednoczone · John Nunn · William Maher       |
| Monachium 1972      | ZSRR · Aleksandr Timoszinin · Gienadij Korszikow      | Norwegia · Frank Hansen · Svein Thøgersen             | NRD · Joachim Böhmer · Hans-Ulrich Schmied          |
| Montreal 1976       | Norwegia · Frank Hansen · Alf Hansen                  | Wielka Brytania · Christopher Baillieu · Michael Hart | NRD · Hans-Ulrich Schmied · Jürgen Bertow           |
| Moskwa 1980         | NRD · Joachim Dreifke · Klaus Kröppelien              | Jugosławia · Zoran Pančić · Milorad Stanulov          | Czechosłowacja · Zdeněk Pecka · Václav Vochoska     |
| Los Angeles 1984    | Stany Zjednoczone · Brad Alan Lewis · Paul Enquist    | Belgia · Pierre-Marie Deloof · Dirk Crois             | Jugosławia · Zoran Pančić · Milorad Stanulov        |
| Seul 1988           | Holandia · Nico Rienks · Ronald Florijn               | Szwajcaria · Beat Schwerzmann · Ueli Bodenmann        | ZSRR · Ołeksandr Marczenko · Wasilij Jakusza        |
| Barcelona 1992      | Australia · Stephen Hawkins · Peter Antonie           | Austria · Arnold Jonke · Christoph Zerbst             | Holandia · Nico Rienks · Henk-Jan Zwolle            |
| Atlanta 1996        | Włochy · Agostino Abbagnale · Davide Tizzano          | Norwegia · Steffen Størseth · Kjetil Undset           | Francja · Frédéric Kowal · Samuel Barathay          |
| Sydney 2000         | Słowenia · Luka Špik · Iztok Čop                      | Norwegia · Olaf Tufte · Fredrik Bekken                | Włochy · Giovanni Calabrese · Nicola Sartori        |
| Ateny 2004          | Francja · Sébastien Vieilledent · Adrien Hardy        | Słowenia · Luka Špik · Iztok Čop                      | Włochy · Rossano Galtarossa · Alessio Sartori       |
| Pekin 2008          | Australia · David Crawshay · Scott Brennan            | Estonia · Tõnu Endrekson · Jüri Jaanson               | Wielka Brytania · Matthew Wells · Stephen Rowbotham |
| Londyn 2012         | Nowa Zelandia · Nathan Cohen · Joseph Sullivan        | Włochy · Alessio Sartori · Romano Battisti            | Słowenia · Luka Špik · Iztok Čop                    |
| Rio de Janeiro 2016 | Chorwacja · Martin Sinković · Valent Sinković         | Litwa · Mindaugas Griškonis · Saulius Ritter          | Norwegia · Kjetil Borch · Olaf Tufte                |
| Tokio 2020          | Francja · Hugo Boucheron · Matthieu Androdias         | Holandia · Melvin Twellaar · Stef Broenink            | Chiny · Liu Zhiyu · Zhang Liang                     |
| Paryż 2024          | Rumunia · Andrei Cornea · Marian Enache               | Holandia · Melvin Twellaar · Stef Broenink            | Irlandia · Daire Lynch · Philip Doyle               |

### Dwójki bez sternika
| Rok i miejsce       | Złoto                                               | Srebro                                                      | Brąz                                                                                           |
| ------------------- | --------------------------------------------------- | ----------------------------------------------------------- | ---------------------------------------------------------------------------------------------- |
| Saint Louis 1904    | Stany Zjednoczone · Robert Farnan · Joseph Ryan     | Stany Zjednoczone · John Mulcahy · William Varley           | Stany Zjednoczone · John Joachim · John Buerger                                                |
| Londyn 1908         | Wielka Brytania · John Fenning · Gordon Thomson     | Wielka Brytania · George Eric Fairbairn · Philip Verdon     | Kanada · Frederick Toms · Norway Jackes · Cesarstwo Niemieckie · Martin Stahnke · Willy Düskow |
| Paryż 1924          | Holandia · Antonie Bejnen · Willy Rösingh           | Francja · Maurice Bouton · Georges Piot                     | –                                                                                              |
| Amsterdam 1928      | Rzesza Niemiecka · Kurt Moeschter · Bruno Müller    | Wielka Brytania · Terence O’Brien · Robert Nisbet           | Stany Zjednoczone · Paul McDowell · John Schmitt                                               |
| Los Angeles 1932    | Wielka Brytania · Lewis Clive · Hugh Edwards        | Nowa Zelandia · Cyril Stiles · Frederick Thompson           | Polska · Henryk Budziński · Jan Krenz-Mikołajczak                                              |
| Berlin 1936         | III Rzesza · Willi Eichhorn · Hugo Strauß           | Dania · Harry Larsen · Peter Olsen                          | Argentyna · Horacio Podestá · Julio Curatella                                                  |
| Londyn 1948         | Wielka Brytania · John Wilson · Ran Laurie          | Szwajcaria · Hans Kalt · Josef Kalt                         | Włochy · Felice Fanetti · Bruno Boni                                                           |
| Helsinki 1952       | Stany Zjednoczone · Charles Logg · Thomas Price     | Belgia · Michel Knuysen · Robert Baetens                    | Szwajcaria · Kurt Schmid · Hans Kalt                                                           |
| Melbourne 1956      | Stany Zjednoczone · James Fifer · Duvall Hecht      | ZSRR · Igor Bułdakow · Wiktor Iwanow                        | Austria · Josef Kloimstein · Alfred Sageder                                                    |
| Rzym 1960           | ZSRR · Walentin Borejko · Oleg Gołowanow            | Austria · Josef Kloimstein · Alfred Sageder                 | Finlandia · Veli Lehtelä · Toimi Pitkänen                                                      |
| Tokio 1964          | Kanada · George Hungerford · Roger Jackson          | Holandia · Steven Blaisse · Ernst Veenemans                 | Niemcy · Michael Schwan · Wolfgang Hottenrott                                                  |
| Meksyk 1968         | NRD · Jörg Lucke · Heinz-Jürgen Bothe               | Stany Zjednoczone · Lawrence Hugh · Philip Johnson          | Dania · Peter Fich Christiansen · Ivan Larsen                                                  |
| Monachium 1972      | NRD · Siegfried Brietzke · Wolfgang Mager           | Szwajcaria · Heinrich Fischer · Alfred Bachmann             | Holandia · Roelof Luynenburg · Rudolf Stokvis                                                  |
| Montreal 1976       | NRD · Jörg Landvoigt · Bernd Landvoigt              | Stany Zjednoczone · Calvin Coffey · Michael Staines         | RFN · Peter van Roye · Thomas Strauß                                                           |
| Moskwa 1980         | NRD · Jörg Landvoigt · Bernd Landvoigt              | ZSRR · Jurij Pimienow · Nikołaj Pimienow                    | Wielka Brytania · Charles Wiggin · Malcolm Carmichael                                          |
| Los Angeles 1984    | Rumunia · Petru Iosub · Valer Toma                  | Hiszpania · Fernando Climent Huerta · Luis María Lasúrtegui | Norwegia · Hans Magnus Grepperud · Sverre Løken                                                |
| Seul 1988           | Wielka Brytania · Andy Holmes · Steve Redgrave      | Rumunia · Dănuț Dobre · Dragoș Neagu                        | Jugosławia · Sadik Mujkič · Bojan Prešern                                                      |
| Barcelona 1992      | Wielka Brytania · Steve Redgrave · Matthew Pinsent  | Niemcy · Colin von Ettingshausen · Peter Hoeltzenbein       | Słowenia · Iztok Čop · Denis Žvegelj                                                           |
| Atlanta 1996        | Wielka Brytania · Steve Redgrave · Matthew Pinsent  | Australia · David Weightman · Robert Scott                  | Francja · Michel Andrieux · Jean-Christophe Rolland                                            |
| Sydney 2000         | Francja · Michel Andrieux · Jean-Christophe Rolland | Stany Zjednoczone · Ted Murphy · Sebastian Bea              | Australia · Matthew Long · James Tomkins                                                       |
| Ateny 2004          | Australia · Drew Ginn · James Tomkins               | Chorwacja · Siniša Skelin · Nikša Skelin                    | Południowa Afryka · Donovan Cech · Ramon di Clemente                                           |
| Pekin 2008          | Australia · Drew Ginn · Duncan Free                 | Kanada · David Calder · Scott Frandsen                      | Nowa Zelandia · Nathan Twaddle · George Bridgewater                                            |
| Londyn 2012         | Nowa Zelandia · Eric Murray · Hamish Bond           | Francja · Germain Chardin · Dorian Mortelette               | Wielka Brytania · George Nash · William Satch                                                  |
| Rio de Janeiro 2016 | Nowa Zelandia · Eric Murray · Hamish Bond           | Południowa Afryka · Lawrence Brittain · Shaun Keeling       | Włochy · Marco Di Costanzo · Giovanni Abagnale                                                 |
| Tokio 2020          | Chorwacja · Martin Sinković · Valent Sinković       | Rumunia · Marius Cozmiuc · Ciprian Tudosă                   | Dania · Frederic Vystavel · Joachim Sutton                                                     |
| Paryż 2024          | Chorwacja · Martin Sinković · Valent Sinković       | Wielka Brytania · Thomas George · Oliver Wynne-Griffith     | Szwajcaria · Roman Röösli · Andrin Gulich                                                      |

### Czwórki podwójne
| Rok i miejsce       | Złoto                                                                                 | Srebro                                                                                       | Brąz                                                                                  |
| ------------------- | ------------------------------------------------------------------------------------- | -------------------------------------------------------------------------------------------- | ------------------------------------------------------------------------------------- |
| Montreal 1976       | NRD · Wolfgang Güldenpfennig · Rüdiger Reiche · Karl-Heinz Bußert · Michael Wolfgramm | ZSRR · Jewgienij Dulejew · Jurij Jakimow · Aivars Lazdenieks · Vytautas Butkus               | Czechosłowacja · Jaroslav Hellebrand · Václav Vochoska · Zdeněk Pecka · Vladek Lacina |
| Moskwa 1980         | NRD · Frank Dundr · Carsten Bunk · Uwe Heppner · Martin Winter                        | ZSRR · Jurij Szapoczka · Jewgienij Barbakow · Walerij Kleszniow · Mykoła Dowhan              | Bułgaria · Minczo Nikołow · Liubomir Petrow · Iwo Rusiew · Bogdan Dobriew             |
| Los Angeles 1984    | RFN · Albert Hedderich · Raimund Hörmann · Dieter Wiedenmann · Michael Dürsch         | Australia · Paul Reedy · Gary Gullock · Timothy McLaren · Anthony Lovrich                    | Kanada · Doug Hamilton · Mike Hughes · Phil Monckton · Bruce Ford                     |
| Seul 1988           | Włochy · Agostino Abbagnale · Davide Tizzano · Gianluca Farina · Piero Poli           | Norwegia · Alf Hansen · Rolf Thorsen · Lars Bjønness · Vetle Vinje                           | NRD · Jens Köppen · Steffen Zühlke · Steffen Bogs · Heiko Habermann                   |
| Barcelona 1992      | Niemcy · André Willms · Andreas Hajek · Michael Steinbach · Stephan Volkert           | Norwegia · Kjetil Undset · Per Sætersdal · Lars Bjønness · Rolf Thorsen                      | Włochy · Alessandro Corona · Gianluca Farina · Rossano Galtarossa · Filippo Soffici   |
| Atlanta 1996        | Niemcy · André Steiner · Stephan Volkert · Andreas Hajek · André Willms               | Stany Zjednoczone · Tim Young · Brian Jamieson · Eric Mueller · Jason Gailes                 | Australia · Janusz Hooker · Duncan Free · Ronald Snook · Boden Hanson                 |
| Sydney 2000         | Włochy · Agostino Abbagnale · Alessio Sartori · Rossano Galtarossa · Simone Raineri   | Holandia · Jochem Verberne · Dirk Lippits · Diederik Simon · Michiel Bartman                 | Niemcy · Marco Geisler · Andreas Hajek · Stephan Volkert · André Willms               |
| Ateny 2004          | Rosja · Nikołaj Spiniew · Igor Krawcow · Aleksiej Swirin · Siergiej Fiodorowcew       | Czechy · David Kopřiva · Tomáš Karas · Jakub Hanák · David Jirka                             | Ukraina · Serhij Hryń · Serhij Biłouszczenko · Ołeh Łykow · Leonid Szaposznikow       |
| Pekin 2008          | Polska · Michał Jeliński · Marek Kolbowicz · Adam Korol · Konrad Wasielewski          | Włochy · Luca Agamennoni · Rossano Galtarossa · Simone Raineri · Simone Venier ·             | Francja · Julien Bahain · Cédric Berrest · Jonathan Coeffic · Pierre-Jean Peltier     |
| Londyn 2012         | Niemcy · Karl Schulze · Philipp Wende · Lauritz Schoof · Tim Grohmann                 | Chorwacja · David Šain · Martin Sinković · Damir Martin · Valent Sinković ·                  | Australia · Karsten Forsterling · James McRae · Christopher Morgan · Daniel Noonan    |
| Rio de Janeiro 2016 | Niemcy · Philipp Wende · Lauritz Schoof · Karl Schulze · Hans Gruhne                  | Australia · Karsten Forsterling · Alexander Belonogoff · Cameron Girdlestone · James McRae · | Hiszpania · Andrei Jämsä · Allar Raja · Tõnu Endrekson · Kaspar Taimsoo               |
| Tokio 2020          | Holandia · Dirk Uittenbogaard · Abe Wiersma · Tone Wieten · Koen Metsemakers          | Wielka Brytania · Harry Leask · Angus Groom · Tom Barras · Jack Beaumont ·                   | Australia · Jack Cleary · Caleb Antill · Cameron Girdlestone · Luke Letcher           |
| Paryż 2024          | Holandia · Lennart van Lierop · Finn Florijn · Tone Wieten · Koen Metsemakers         | Włochy · Luca Chiumento · Luca Rambaldi · Giacomo Gentili · Andrea Panizza ·                 | Polska · Fabian Barański · Mateusz Biskup · Dominik Czaja · Mirosław Ziętarski        |

### Czwórki bez sternika
| Rok i miejsce       | Złoto                                                                                   | Srebro                                                                                   | Brąz |
| ------------------- | --------------------------------------------------------------------------------------- | ---------------------------------------------------------------------------------------- | --- |
| Saint Louis 1904    | Stany Zjednoczone · Arthur Stockhoff · August Erker · George Dietz · Albert Nasse       | Stany Zjednoczone · Frederick Suerig · Martin Formanack · Charles Aman · Michael Begley  | Stany Zjednoczone · Gustav Voerg · John Freitag · Louis Heim · Frank Dummerth                                                                          |
| Londyn 1908         | Wielka Brytania · Collier Cudmore · Angus Gillan · Duncan MacKinnon · John Somers-Smith | Wielka Brytania · Philip Filleul · Harold Barker · John Fenning · Gordon Thomson         | Kanada · Gordon Balfour · Becher Gale · Charles Riddy · Geoffrey Taylor · Holandia · Hermannus Höfte · Albertus Wielsma · Johan Burk · Bernardus Croon |
| Paryż 1924          | Wielka Brytania · Charles Eley · James MacNabb · Robert Morrison · Terence Sanders      | Kanada · Archibald Black · George MacKay · Colin Finlayson · William Wood                | Szwajcaria · Émile Albrecht · Alfred Probst · Eugen Sigg · Hans Walter                                                                                 |
| Amsterdam 1928      | Wielka Brytania · John Lander · Michael Warriner · Richard Beesly · Edward Bevan        | Stany Zjednoczone · Charles Karle · William Miller · George Healis · Ernest Bayer        | Włochy · Cesare Rossi · Pietro Freschi · Umberto Bonadè · Paolo Gennari                                                                                |
| Los Angeles 1932    | Wielka Brytania · John Badcock · Hugh Edwards · Jack Beresford · Rowland George         | Rzesza Niemiecka · Karl Aletter · Ernst Gaber · Walter Flinsch · Hans Maier              | Włochy · Antonio Ghiardello · Francesco Cossu · Giliante D’Este · Antonio Garzoni Provenzani                                                           |
| Berlin 1936         | III Rzesza · Rudolf Eckstein · Anton Rom · Martin Karl · Wilhelm Menne                  | Wielka Brytania · Thomas Bristow · Alan Barrett · Peter Jackson · John Sturrock          | Szwajcaria · Hermann Betschart · Hans Homberger · Alex Homberger · Karl Schmid                                                                         |
| Londyn 1948         | Włochy · Giuseppe Moioli · Elio Morille · Giovanni Invernizzi · Franco Faggi            | Dania · Helge Halkjær · Axel Bonde Hansen · Helge Schrøder · Ib Larsen                   | Stany Zjednoczone · Frederick Kingsbury · Stuart Griffing · Gregory Gates · Robert Perew                                                               |
| Helsinki 1952       | Jugosławia · Duje Bonačić · Velimir Valenta · Mate Trojanović · Petar Šegvić            | Francja · Pierre Blondiaux · Jacques Guissart · Marc Bouissou · Roger Gautier            | Finlandia · Veikko Lommi · Kauko Wahlsten · Oiva Lommi · Lauri Nevalainen                                                                              |
| Melbourne 1956      | Kanada · Archibald MacKinnon · Lorne Loomer · Walter D’Hondt · Donald Arnold            | Stany Zjednoczone · John Welchli · John McKinlay · Arthur McKinlay · James McIntosh      | Francja · René Guissart · Yves Delacour · Gaston Mercier · Guy Guillabert                                                                              |
| Rzym 1960           | Stany Zjednoczone · Arthur Ayrault · Ted Nash · John Sayre · Richard Wailes             | Włochy · Tullio Baraglia · Renato Bosatta · Giancarlo Crosta · Giuseppe Galante          | ZSRR · Igor Achremczik · Jurij Bachurow · Walentin Morkowkin · Anatolij Tarabrin                                                                       |
| Tokio 1964          | Dania · John Hansen · Bjørn Hasløv · Erik Petersen · Kurt Helmudt                       | Wielka Brytania · John Russell · Henry Wardell-Yerburgh · William Barry · John James     | Stany Zjednoczone · Geoffrey Picard · Richard Lyon · Theodore Mittet · Ted Nash                                                                        |
| Meksyk 1968         | NRD · Frank Forberger · Frank Rühle · Dieter Grahn · Dieter Schubert                    | Węgry · Zoltán Melis · György Sarlós · József Csermely · Antal Melis                     | Włochy · Renato Bosatta · Pier Angelo Conti-Manzini · Tullio Baraglia · Abramo Albini                                                                  |
| Monachium 1972      | NRD · Frank Forberger · Frank Rühle · Dieter Grahn · Dieter Schubert                    | Nowa Zelandia · Richard Tonks · Dudley Storey · Ross Collinge · Noel Mills               | RFN · Joachim Ehrig · Peter Funnekötter · Franz Held · Wolfgang Plottke                                                                                |
| Montreal 1976       | NRD · Siegfried Brietzke · Andreas Decker · Stefan Semmler · Wolfgang Mager             | Norwegia · Ole Nafstad · Arne Bergodd · Finn Tveter · Rolf Andreassen                    | ZSRR · Raul Arnemann · Nikołaj Kuzniecow · Walerij Dolinin · Anuszawan Gassan-Dżalilow                                                                 |
| Moskwa 1980         | NRD · Jürgen Thiele · Andreas Decker · Stefan Semmler · Siegfried Brietzke              | ZSRR · Aleksiej Kamkin · Walerij Dolinin · Aleksandr Kułagin · Witalij Jelisiejew        | Wielka Brytania · John Beattie · Ian McNuff · David Townsend · Martin Cross                                                                            |
| Los Angeles 1984    | Nowa Zelandia · Leslie O’Connell · Shane O’Brien · Conrad Robertson · Keith Trask       | Stany Zjednoczone · David Clark · Jonathan Smith · Philip Stekl · Alan Forney            | Dania · Michael Jessen · Lars Nielsen · Per Rasmussen · Erik Christiansen                                                                              |
| Seul 1988           | NRD · Roland Schröder · Thomas Greiner · Ralf Brudel · Olaf Förster                     | Stany Zjednoczone · Raoul Rodriguez · Thomas Bohrer · Richard Kennelly · David Krmpotich | RFN · Norbert Keßlau · Volker Grabow · Jörg Puttlitz · Guido Grabow                                                                                    |
| Barcelona 1992      | Australia · Andrew Cooper · Nicholas Green · Mike McKay · James Tomkins                 | Stany Zjednoczone · Jeffrey McLaughlin · Doug Burden · Thomas Bohrer · Patrick Manning   | Słowenia · Janez Klemenčič · Sašo Mirjanič · Milan Janša · Sadik Mujkič                                                                                |
| Atlanta 1996        | Australia · Nicholas Green · Drew Ginn · James Tomkins · Mike McKay                     | Francja · Bertrand Vecten · Olivier Moncelet · Daniel Fauché · Gilles Bosquet            | Wielka Brytania · Rupert Obholzer · Jonathan Searle · Gregory Searle · Timothy Foster                                                                  |
| Sydney 2000         | Wielka Brytania · James Cracknell · Steve Redgrave · Timothy Foster · Matthew Pinsent   | Włochy · Valter Molea · Riccardo Dei Rossi · Lorenzo Carboncini · Carlo Mornati          | Australia · James Stewart · Ben Dodwell · Geoffrey Stewart · Boden Hanson                                                                              |
| Ateny 2004          | Wielka Brytania · Steve Williams · James Cracknell · Ed Coode · Matthew Pinsent         | Kanada · Cameron Baerg · Thomas Herschmiller · Jake Wetzel · Barney Williams             | Włochy · Lorenzo Porzio · Dario Dentale · Luca Agamennoni · Raffaello Leonardo                                                                         |
| Pekin 2008          | Wielka Brytania · Tom James · Peter Reed · Andrew Triggs Hodge · Steve Williams         | Australia · James Marburg · Cameron McKenzie-McHarg · Francis Hegerty · Matthew Ryan ·   | Francja · Germain Chardin · Julien Desprès · Dorian Mortelette · Benjamin Rondeau                                                                      |
| Londyn 2012         | Wielka Brytania · Alex Gregory · Peter Reed · Tom James · Andrew Triggs Hodge           | Australia · William Lockwood · James Chapman · Drew Ginn · Joshua Dunkley-Smith ·        | Stany Zjednoczone · Glenn Ochal · Henrik Rummel · Charles Cole · Scott Gault                                                                           |
| Rio de Janeiro 2016 | Wielka Brytania · Alex Gregory · Mohamed Sbihi · George Nash · Constantine Louloudis    | Australia · William Lockwood · Joshua Dunkley-Smith · Josh Booth · Alexander Hill ·      | Włochy · Domenico Montrone · Matteo Castaldo · Matteo Lodo · Giuseppe Vicino                                                                           |
| Tokio 2020          | Australia · Alexander Purnell · Spencer Turrin · Jack Hargreaves · Alexander Hill       | Rumunia · Mihăiță Vasile Țigănescu · Mugurel Semciuc · Ștefan Berariu · Cosmin Pascari · | Włochy · Matteo Castaldo · Marco Di Costanzo · Matteo Lodo · Giuseppe Vicino · Bruno Rosetti                                                           |
| Paryż 2024          | Stany Zjednoczone · Nick Mead · Justin Best · Michael Grady · Liam Corrigan             | Nowa Zelandia · Oliver Maclean · Logan Ullrich · Tom Murray · Matt Macdonald ·           | Wielka Brytania · Oliver Wilkes · David Ambler · Matt Aldridge · Freddie Davidson                                                                      |

### Ósemki
| Rok i miejsce       | Złoto | Srebro | Brąz |
| ------------------- | --- | --- | --- |
| Paryż 1900          | Stany Zjednoczone · William Carr, Harry DeBaecke, John Exley, John Geiger, Edwin Hedley, James Juvenal, Roscoe Lockwood, Edward Marsh, Louis Abell (S)                                    | Belgia · Oscar De Cock, Marcel Van Crombrugge, Jules De Bisschop, Prosper Bruggeman, Maurice Hemelsoet, Frank Odberg, Oscar Dessomville, Maurits Verdonck, Rodolphe Poma (S)   | Holandia · François Brandt, Johannes van Dijk, Roelof Klein, Ruurd Leegstra, Walter Middelberg, Hendrik Offerhaus, Walter Thijssen, Henricus Tromp, Hermanus Brockmann (S) |
| Saint Louis 1904    | Stany Zjednoczone · Frederick Cresser, Michael Gleason, Frank Schell, James Flanagan, Charles Armstrong, Harry Lott, Joseph Dempsey, John Exley, Louis Abell (S)                          | Kanada · Arthur Bailey, John Rice, George Reiffenstein, Philip Boyd, George Strange, William Wadsworth, Donald MacKenzie, Joseph Wright, Thomas Loudon (S)                     | – |
| Londyn 1908         | Wielka Brytania · Albert Gladstone, Frederick Kelly, Banner Johnstone, Guy Nickalls, Charles Burnell, Ronald Sanderson, Raymond Etherington-Smith, Henry Bucknall, Gilchrist Maclagan (S) | Belgia · Oscar Taelman, Marcel Morimont, Rémy Orban, Georges Mys, François Vergucht, Polydore Veirman, Oscar Dessomville, Rodolphe Poma, Alfred Van Landeghem (S)              | Kanada · Irvine Robertson, George Wright, Julius Thomson, Walter Lewis, Gordon Balfour, Becher Gale, Charles Riddy, Geoffrey Taylor, Douglas Kertland (S) · Wielka Brytania · Frank Jerwood, Eric Powell, Oswald Carver, Edward Williams, Henry Goldsmith, Harold Kitching, John Burn, Douglas Stuart, Richard Boyle (S) |
| Sztokholm 1912      | Wielka Brytania · Edgar Burgess, Sidney Swann, Leslie Wormwald, Ewart Horsfall, James Gillan, Arthur Garton, Alister Kirby, Philip Fleming, Henry Wells (S)                               | Wielka Brytania · William Fison, William Parker, Thomas Gillespie, Beaufort Burdekin, Frederick Pitman, Arthur Wiggins, Charles Littlejohn, Robert Bourne, John Walker (S)     | Cesarstwo Niemieckie · Otto Liebing, Max Bröske, Max Vetter, Willi Bartholomae, Fritz Bartholomae, Werner Dehn, Rudolf Reichelt, Hans Matthiae, Kurt Runge (S) |
| Antwerpia 1920      | Stany Zjednoczone · Virgil Jacomini, Edwin Graves, William Jordan, Edward Moore, Alden Sanborn, Donald Johnston, Vincent Gallagher, Clyde King, Sherman Clark (S)                         | Wielka Brytania · Ewart Horsfall, Guy Oliver Nickalls, Richard Lucas, Walter James, John Campbell, Sebastian Earl, Ralph Shove, Sidney Swann, Robin Johnstone (S)              | Norwegia · Theodor Nag, Conrad Olsen, Adolf Nilsen, Håkon Ellingsen, Thore Michelsen, Arne Mortensen, Karl Nag, Tollef Tollefsen, Thoralf Hagen (S) |
| Paryż 1924          | Stany Zjednoczone · Leonard Carpenter, Howard Kingsbury, Alfred Lindley, John Miller, James Rockefeller, Frederick Sheffield, Benjamin Spock, Alfred Wilson, Laurence Stoddard (S)        | Kanada · Arthur Bell, Robert Sinclair Hunter, William Langford, Harold Little, John Smith, Warren Snyder, Norman Taylor, William Lawrence Wallace, Ivor Campbell (S)           | Włochy · Antonio Cattalinich, Francesco Cattalinich, Simeone Cattalinich, Giuseppe Crivelli, Latino Galasso, Pietro Ivanov, Bruno Sorich, Carlo Toniatti, Vittorio Gliubich (S) |
| Amsterdam 1928      | Stany Zjednoczone · Marvin Stalder, John Brinck, Francis Frederick, William Thompson, William Dally, James Workman, Hubert Caldwell, Peter Donlon, Donald Blessing (S)                    | Wielka Brytania · Jamie Hamilton, Guy Oliver Nickalls, John Badcock, Donald Gollan, Harold Lane, Gordon Killick, Jack Beresford, Harold West, Arthur Sulley (S)                | Kanada · Frederick Hedges, Frank Fiddes, John Hand, Herbert Richardson, Jack Murdoch, Athol Meech, Edgar Norris, William Ross, John Donnelly (S) |
| Los Angeles 1932    | Stany Zjednoczone · Edwin Salisbury, James Blair, Duncan Gregg, David Dunlap, Burton Jastram, Charles Chandler, Harold Tower, Winslow Hall, Norris Graham (S)                             | Włochy · Vittorio Cioni, Mario Balleri, Renato Bracci, Dino Barsotti, Roberto Vestrini, Guglielmo Del Bimbo, Enrico Garzelli, Renato Barbieri, Cesare Milani (S)               | Kanada · Earl Eastwood, Joseph Harris, Stanley Stanyar, Harry Fry, Cedric Liddell, William Thoburn, Donald Boal, Albert Taylor, George MacDonald (S) |
| Berlin 1936         | Stany Zjednoczone · Herbert Morris, Charles Day, Gordon Adam, John White, Jim McMillin, George Hunt, Joseph Rantz, Donald Hume, Robert Moch (S)                                           | Włochy · Guglielmo Del Bimbo, Dino Barsotti, Oreste Grossi, Enzo Bartolini, Mario Checcacci, Dante Secchi, Ottorino Quaglierini, Enrico Garzelli, Cesare Milani (S)            | III Rzesza · Alfred Rieck, Helmut Radach, Hans Kuschke, Heinz Kaufmann, Gerd Völs, Werner Loeckle, Hans-Joachim Hannemann, Herbert Schmidt, Wilhelm Mahlow (S) |
| Londyn 1948         | Stany Zjednoczone · Ian Turner, David Turner, James Hardy, George Ahlgren, Lloyd Butler, David Brown, Justus Smith, John Stack, Ralph Purchase (S)                                        | Wielka Brytania · Christopher Barton, Michael Lapage, Guy Richardson, Ernest Bircher, Paul Massey, Charles Lloyd, David Meyrick, Alfred Mellows, Jack Dearlove (S)             | Norwegia · Kristoffer Lepsøe, Thorstein Kråkenes, Hans Hansen, Halfdan Olsen, Harald Kråkenes, Leif Næss, Thor Pedersen, Carl Monssen, Sigurd Monssen (S) |
| Helsinki 1952       | Stany Zjednoczone · Frank Shakespeare, William Fields, James Dunbar, Richard Murphy, Robert Detweiler, Henry Procter, Wayne Frye, Edward Stevens, Charles Manring (S)                     | ZSRR · Jewgienij Brago, Władimir Rodimuszkin, Aleksiej Komarow, Igor Borisow, Sława Amiragow, Leonid Gissen, Jewgienij Samsonow, Władimir Kriukow, Igor Polakow (S)            | Australia · Robert Tinning, Ernest Chapman, Nimrod Greenwood, David Anderson, Geoffrey Williamson, Mervyn Finlay, Edward Pain, Phillip Cayzer, Thomas Chessell (S) |
| Melbourne 1956      | Stany Zjednoczone · Thomas Charlton, David Wight, John Cooke, Donald Beer, Caldwell Esselstyn, Charles Grimes, Richard Wailes, Robert Morey, William Becklean (S)                         | Kanada · Philip Kueber, Richard McClure, Robert Wilson, David Helliwell, Donald Pretty, William McKerlich, Douglas McDonald, Lawrence West, Carlton Ogawa (S)                  | Australia · Michael Aikman, David Boykett, Angus Benfield, James Howden, Garth Manton, Walter Howell, Adrian Monger, Bryan Doyle, Harold Hewitt (S) |
| Rzym 1960           | Niemcy · Klaus Bittner, Karl-Heinz Hopp, Hans Lenk, Manfred Rulffs, Frank Schepke, Kraft Schepke, Walter Schröder, Karl-Heinrich von Groddeck, Willi Padge (S)                            | Kanada · Donald Arnold, Walter D’Hondt, Nelson Kuhn, John Lecky, Lorne Loomer, Archibald MacKinnon, William McKerlich, Glen Mervyn, Sohen Biln (S)                             | Czechosłowacja · Bohumil Janoušek, Jan Jindra, Jiří Lundák, Stanislav Lusk, Václav Pavkovič, Luděk Pojezný, Jan Švéda, Josef Věntus, Miroslav Koníček (S) |
| Tokio 1964          | Stany Zjednoczone · Joseph Amlong, Thomas Amlong, Harold Budd, Emory Clark, Stanley Cwiklinski, Hugh Foley, William Knecht, William Stowe, Robert Zimonyi (S)                             | Niemcy · Klaus Aeffke, Klaus Bittner, Karl-Heinrich von Groddeck, Hans-Jürgen Wallbrecht, Klaus Behrens, Jürgen Plagemann, Jürgen Schröder, Horst Meyer, Thomas Ahrens (S)     | Czechosłowacja · Petr Čermák, Jiří Lundák, Jan Mrvík, Július Toček, Josef Věntus, Luděk Pojezný, Bohumil Janoušek, Richard Nový, Miroslav Koníček (S) |
| Meksyk 1968         | RFN · Horst Meyer, Dirk Schreyer, Rüdiger Henning, Wolfgang Hottenrott, Lutz Ulbricht, Egbert Hirschfelder, Jörg Siebert, Niko Ott, Gunther Tiersch (S)                                   | Australia · Alfred Duval, David Douglas, Michael Morgan, John Ranch, Joseph Frazio, Gary Pierce, Peter Dickinson, Robert Shirlaw, Alan Grover (S)                              | ZSRR · Zigmas Jukna, Antanas Bagdonavičius, Wołodymyr Sterlik, Juozas Jagelavičius, Vytautas Briedis, Walentyn Krawczuk, Aleksandr Martyszkin, Wiktor Suslin, Jurij Lorentson (S) |
| Monachium 1972      | Nowa Zelandia · Tony Hurt, Wybo Veldman, Dick Joyce, John Hunter, Lindsay Wilson, Athol Earl, Trevor Coker, Gary Robertson, Simon Dickie (S)                                              | Stany Zjednoczone · Lawrence Terry, Franklin Hobbs, Peter Raymond, Timothy Mickelson, Eugene Clapp, William Hobbs, Robert Driscoll, Michael Livingston, Paul Hoffman (S)       | NRD · Hans-Joachim Borzym, Jörg Landvoigt, Harold Dimke, Manfred Schneider, Hartmut Schreiber, Manfred Schmorde, Bernd Landvoigt, Heinrich Mederow, Dietmar Schwarz (S) |
| Montreal 1976       | NRD · Bernd Baumgart, Gottfried Döhn, Werner Klatt, Roland Kostulski, Hans-Joachim Lück, Dieter Wendisch, Ulrich Karnatz, Karl-Heinz Prudöhl, Karl-Heinz Danielowski (S)                  | Wielka Brytania · Richard Lester, John Yallop, Timothy Crooks, Hugh Matheson, David Maxwell, James Clark, Frederick Smallbone, Leonard Robertson, Patrick Sweeney (S)          | Nowa Zelandia · Ivan Sutherland, Trevor Coker, Peter Dignan, Lindsay Wilson, Athol Earl, David Rodger, Alexander McLean, Tony Hurt, Simon Dickie (S) |
| Moskwa 1980         | NRD · Bernd Krauß, Hans-Peter Koppe, Ulrich Kons, Jörg Friedrich, Jens Doberschütz, Ulrich Karnatz, Uwe Dühring, Bernd Höing, Klaus-Dieter Ludwig (S)                                     | Wielka Brytania · Duncan McDougall, Allan Whitwell, Henry Clay, Christopher Mahoney, Andrew Justice, John Pritchard, Malcolm McGowan, Richard Stanhope, Colin Moynihan (S)     | ZSRR · Wiktor Kakoszyn, Andrij Tyszczenko, Ołeksandr Tkaczenko, Jonas Pinskus, Jonas Narmontas, Andriej Ługin, Ołeksandr Mancewycz, Ihar Majstrenka, Hryhorij Dmytrenko (S) |
| Los Angeles 1984    | Kanada · Blair Horn, Dean Crawford, J. Michael Evans, Paul Steele, Grant Main, Mark Evans, Kevin Neufeld, Pat Turner, Brian McMahon (S)                                                   | Stany Zjednoczone · Walter Lubsen, Andrew Sudduth, John Terwilliger, Christopher Penny, Thomas Darling, Fred Borchelt, Charles Clapp, Bruce Ibbetson, Robert Jaugstetter (S)   | Australia · Craig Muller, Clyde Hefer, Samuel Patten, Timothy Willoughby, Ian Edmunds, James Battersby, Ion Popa, Stephen Evans, Gavin Thredgold (S) |
| Seul 1988           | RFN · Thomas Möllenkamp, Matthias Mellinghaus, Armin Eichholz, Eckhardt Schultz, Ansgar Wessling, Wolfgang Maennig, Bahne Rabe, Thomas Domian, Manfred Klein (S)                          | ZSRR · Wiktor Omelanowycz, Wasilij Tichanow, Andriej Wasiljew, Pawło Hurkowski, Mykoła Komarow, Aleksandr Łukjanow, Wieniamin But, Wiktor Diduk, Aleksandr Dumczew (S)         | Stany Zjednoczone · Michael Teti, Jonathan Smith, Ted Patton, Jack Rusher, Peter Nordell, Jeffrey McLaughlin, Doug Burden, John Pescatore, Seth Bauer (S) |
| Barcelona 1992      | Kanada · Darren Barber, Andrew Crosby, Michael Forgeron, Robert Marland, Terence Paul, Derek Porter, Michael Rascher, Bruce Robertson, John Wallace (S)                                   | Rumunia · Iulică Ruican, Viorel Talapan, Vasile Năstase, Claudiu Marin, Dănuț Dobre, Valentin Robu, Vasile Măstăcan, Ioan Vizitiu, Marin Gheorghe (S)                          | Niemcy · Roland Baar, Armin Eichholz, Detlef Kirchhoff, Manfred Klein (S), Bahne Rabe, Frank Richter, Hans Sennewald, Thorsten Streppelhoff, Ansgar Wessling |
| Atlanta 1996        | Holandia · Koos Maasdijk, Ronald Florijn, Nico Rienks, Michiel Bartman, Henk-Jan Zwolle, Niels van der Zwan, Niels van Steenis, Diederik Simon, Jeroen Duyster (S)                        | Niemcy · Mark Kleinschmidt, Detlef Kirchhoff, Wolfram Huhn, Roland Baar, Marc Weber, Ulrich Viefers, Peter Thiede (S), Thorsten Streppelhoff, Frank Richter                    | Rosja · Pawieł Mielnikow, Andriej Głuchow, Anton Czermaszencew, Aleksandr Łukjanow, Nikołaj Aksionow, Dimitrij Rozinkiewicz, Siergiej Matwiejew, Roman Monczenko, Władimir Wołodienkow (S) |
| Sydney 2000         | Wielka Brytania · Andrew Lindsay, Benjamin Hunt-Davis, Simon Dennis, Louis Attrill, Luka Grubor, Kieran West, Fred Scarlett, Steve Trapmore, Rowley Douglas (S)                           | Australia · Christian Ryan, Alastair Gordon, Nick Porzig, Robert Jahrling, Mike McKay, Stuart Welch, Daniel Burke, Jaime Fernandez, Brett Hayman (S)                           | Chorwacja · Igor Francetić, Tihomir Franković, Tomislav Smoljanović, Nikša Skelin, Siniša Skelin, Krešimir Čuljak, Igor Boraska, Branimir Vujević, Silvijo Petriško (S) |
| Ateny 2004          | Stany Zjednoczone · Jason Read, Wyatt Allen, Christian Ahrens, Joseph Hansen, Matt Deakin, Daniel Beery, Beau Hoopman, Bryan Volpenhein, Pete Cipollone (S)                               | Holandia · Diederik Simon, Gijs Vermeulen, Jan-Willem Gabriëls, Daniel Mensch, Geert-Jan Derksen, Gerritjan Eggenkamp, Matthijs Vellenga, Michiel Bartman, Chun Wei Cheung (S) | Australia · Stefan Szczurowski, Stuart Reside, Stuart Welch, James Stewart, Geoffrey Stewart, Boden Hanson, Mike McKay, Stephen Stewart, Michael Toon (S) |
| Pekin 2008          | Kanada · Andrew Byrnes, Kyle Hamilton, Malcolm Howard, Adam Kreek, Kevin Light, Ben Rutledge, Dominic Seiterle, Jake Wetzel, Brian Price (S)                                              | Wielka Brytania · Richard Egington, Alastair Heathcote, Matthew Langridge, Tom Lucy, Alex Partridge, Colin Smith, Tom Stallard, Josh West, Acer Nethercott (S)                 | Stany Zjednoczone · Wyatt Allen, Micah Boyd, Steven Coppola, Beau Hoopman, Josh Inman, Matt Schnobrich, Bryan Volpenhein, Dan Walsh, Marcus McElhenney (S) |
| Londyn 2012         | Niemcy · Filip Adamski, Andreas Kuffner, Eric Johannesen, Maximilian Reinelt, Richard Schmidt, Lukas Müller, Florian Mennigen, Kristof Wilke, Martin Sauer (S)                            | Kanada · Gabriel Bergen, Douglas Csima, Robert Gibson, Conlin McCabe, Malcolm Howard, Andrew Byrnes, Jeremiah Brown, Will Crothers, Brian Price (S)                            | Wielka Brytania · Alex Partridge, James Foad, Tom Ransley, Richard Egington, Mohamed Sbihi, Greg Searle, Matthew Langridge, Constantine Louloudis, Phelan Hill (S) |
| Rio de Janeiro 2016 | Wielka Brytania · Paul Bennett, Scott Durant, Matt Gotrel, Matt Langridge, Tom Ransley, Pete Reed, Will Satch, Andrew Triggs Hodge, Phelan Hill (S)                                       | Niemcy · Maximilian Munski, Malte Jakschik, Andreas Kuffner, Eric Johannesen, Maximilian Reinelt, Felix Drahotta, Richard Schmidt, Hannes Ocik, Martin Sauer (S)               | Holandia · Kaj Hendriks, Robert Lücken, Boaz Meylink, Boudewijn Röell, Olivier Siegelaar, Dirk Uittenbogaard, Mechiel Versluis, Tone Wieten, Peter Wiersum (S) |
| Tokio 2020          | Nowa Zelandia · Tom Mackintosh, Hamish Bond, Tom Murray, Michael Brake, Dan Williamson, Phillip Wilson, Shaun Kirkham, Matt Macdonald, Sam Bosworth (S)                                   | Niemcy · Johannes Weißenfeld, Laurits Follert, Olaf Roggensack, Torben Johannesen, Jakob Schneider, Malte Jakschik, Richard Schmidt, Hannes Ocik, Martin Sauer (S)             | Wielka Brytania · Josh Bugajski, Jacob Dawson, Thomas George, Mohamed Sbihi, Charles Elwes, Oliver Wynne-Griffith, James Rudkin, Thomas Ford, Henry Fieldman (S) |
| Paryż 2024          | Wielka Brytania · Morgan Bolding, Sholto Carnegie, Rory Gibbs, Thomas Ford, Jacob Dawson, Charles Elwes, Thomas Digby, James Rudkin, Harry Brightmore (S)                                 | Holandia · Ralf Rienks, Olav Molenaar, Sander de Graaf, Ruben Knab, Gert-Jan van Doorn, Jacob van de Kerkhof, Jan van der Bij, Mick Makker, Dieuwke Fetter (S)                 | Stany Zjednoczone · Henry Hollingsworth, Nicholas Rusher, Christian Tabash, Clark Dean, Christopher Carlson, Peter Chatain, Evan Olson, Pieter Quinton, Rielly Milne (S) |

### Dwójki podwójne wagi lekkiej
| Rok i miejsce       | Złoto                                        | Srebro                                               | Brąz                                                |
| ------------------- | -------------------------------------------- | ---------------------------------------------------- | --------------------------------------------------- |
| Atlanta 1996        | Szwajcaria · Michael Gier · Markus Gier      | Holandia · Maarten van der Linden · Pepijn Aardewijn | Australia · Bruce Hick · Anthony Edwards            |
| Sydney 2000         | Polska · Tomasz Kucharski · Robert Sycz      | Włochy · Elia Luini · Leonardo Pettinari             | Francja · Pascal Touron · Thibaud Chapelle          |
| Ateny 2004          | Polska · Tomasz Kucharski · Robert Sycz      | Francja · Frédéric Dufour · Pascal Touron            | Grecja · Wasilis Polimeros · Nikolaos Skiathitis    |
| Pekin 2008          | Wielka Brytania · Mark Hunter · Zac Purchase | Grecja · Dimitris Mujos · Wasilis Polimeros          | Dania · Rasmus Quist · Mads Rasmussen               |
| Londyn 2012         | Dania · Mads Rasmussen · Rasmus Quist        | Wielka Brytania · Zac Purchase · Mark Hunter         | Nowa Zelandia · Storm Uru · Peter Taylor            |
| Rio de Janeiro 2016 | Francja · Pierre Houin · Jérémie Azou        | Irlandia · Gary O'Donovan · Paul O'Donovan           | Norwegia · Kristoffer Brun · Are Strandli           |
| Tokio 2020          | Irlandia · Fintan McCarthy · Paul O'Donovan  | Niemcy · Jonathan Rommelmann · Jason Osborne         | Włochy · Stefano Oppo · Pietro Ruta                 |
| Paryż 2024          | Irlandia · Fintan McCarthy · Paul O'Donovan  | Włochy · Stefano Oppo · Gabriel Soares               | Grecja · Petros Gaidadzis · Andonis Papakonstandinu |

## Konkurencje nierozgrywane

### Dwójki ze sternikiem
| Rok i miejsce    | Złoto                                                                       | Srebro                                                                           | Brąz                                                                       |
| ---------------- | --------------------------------------------------------------------------- | -------------------------------------------------------------------------------- | -------------------------------------------------------------------------- |
| Paryż 1900       | Drużyna mieszana · François Brandt · Roelof Klein · Hermanus Brockmann (S)  | Francja · Lucien Martinet · René Waleff · ?                                      | Francja · Carlos Deltour · Antoine Védrenne · Raoul Paoli (S)              |
| Antwerpia 1920   | Włochy · Ercole Olgeni · Giovanni Scatturin · Guido De Filipi (S)           | Francja · Gabriel Poix · Maurice Bouton · Ernest Barberolle (S)                  | Szwajcaria · Édouard Candeveau · Alfred Felber · Paul Piaget (S)           |
| Paryż 1924       | Szwajcaria · Édouard Candeveau · Alfred Felber · Émile Lachapelle (S)       | Włochy · Ercole Olgeni · Giovanni Scatturin · Gino Sopracordevole (S)            | Stany Zjednoczone · Leon Butler · Harold Wilson · Edward Jennings (S)      |
| Amsterdam 1928   | Szwajcaria · Hans Schöchlin · Karl Schöchlin · Hans Bourquin (S)            | Francja · Armand Marcelle · Édouard Marcelle · Henri Préaux (S)                  | Belgia · Léon Flament · François De Coninck · Georges Anthony (S)          |
| Los Angeles 1932 | Stany Zjednoczone · Joseph Schauers · Charles Kieffer · Edward Jennings (S) | Polska · Jerzy Braun · Janusz Ślązak · Jerzy Skolimowski (S)                     | Francja · Anselme Brusa · André Giriat · Pierre Brunet (S)                 |
| Berlin 1936      | III Rzesza · Gerhard Gustmann · Herbert Adamski · Dieter Arend (S)          | Włochy · Almiro Bergamo · Guido Santin · Luciano Negrini (S)                     | Francja · Marceau Fourcade · Georges Tapie · Noël Vandernotte (S)          |
| Londyn 1948      | Dania · Finn Pedersen · Tage Henriksen · Carl-Ebbe Andersen (S)             | Włochy · Giovanni Steffè · Aldo Tarlao · Alberto Radi (S)                        | Węgry · Antal Szendey · Béla Zsitnik · Róbert Zimonyi (S)                  |
| Helsinki 1952    | Francja · Raymond Salles · Gaston Mercier · Bernard Malivoire (S)           | RFN · Heinz Manchen · Helmut Heinhold · Helmut Noll (S)                          | Dania · Svend Petersen · Poul Svendsen · Jørgen Frantzen (S)               |
| Melbourne 1956   | Stany Zjednoczone · Arthur Ayrault · Conn Findlay · Armin Seiffert (S)      | Niemcy · Karl-Heinrich von Groddeck · Horst Arndt · Rainer Borkowsky (S)         | ZSRR · Ihor Jemczuk · Georgij Żylin · Władimir Pietrow (S)                 |
| Rzym 1960        | Niemcy · Bernhard Knubel · Heinz Renneberg · Klaus Zerta (S)                | ZSRR · Antanas Bagdonavičius · Zigmas Jukna · Igor Rudakow (S)                   | Stany Zjednoczone · Richard Draeger · Conn Findlay · Henry Mitchell (S)    |
| Tokio 1964       | Stany Zjednoczone · Edward Ferry · Conn Findlay · Kent Mitchell (S)         | Francja · Jacques Morel · Georges Morel · Jean-Claude Darouy (S)                 | Holandia · Jan Justus Bos · Herman Rouwé · Frederik Hartsuiker (S)         |
| Meksyk 1968      | Włochy · Primo Baran · Renzo Sambo · Bruno Cipolla (S)                      | Holandia · Herman Suselbeek · Hadriaan van Nes · Roderick Rijnders (S)           | Dania · Jørn Krab · Harry Jørgensen · Preben Krab (S)                      |
| Monachium 1972   | NRD · Wolfgang Gunkel · Jörg Lucke · Klaus-Dieter Neubert (S)               | Czechosłowacja · Oldřich Svojanovský · Pavel Svojanovský · Vladimír Petříček (S) | Rumunia · Ștefan Tudor · Petre Ceapura · Ladislau Lowrenschi (S)           |
| Montreal 1976    | NRD · Harald Jährling · Friedrich-Wilhelm Ulrich · Georg Spohr (S)          | ZSRR · Dimitrij Biechtieriew · Jurij Szurkałow · Jurij Lorencson (S)             | Czechosłowacja · Oldřich Svojanovský · Pavel Svojanovský · Ludvík Vébr (S) |
| Moskwa 1980      | NRD · Harald Jährling · Friedrich-Wilhelm Ulrich · Georg Spohr (S)          | ZSRR · Wiktor Pieriewiercew · Gienadij Kriuczkin · Aleksandr Łukjanow (S)        | Jugosławia · Duško Mrduljaš · Zlatko Celent · Josip Reić (S)               |
| Los Angeles 1984 | Włochy · Carmine Abbagnale · Giuseppe Abbagnale · Giuseppe Di Capua (S)     | Rumunia · Dimitrie Popescu · Vasile Tomoiagă · Dumitru Răducanu (S)              | Stany Zjednoczone · Kevin Still · Robert Espeseth · Douglas Herland (S)    |
| Seul 1988        | Włochy · Carmine Abbagnale · Giuseppe Abbagnale · Giuseppe Di Capua (S)     | NRD · Mario Streit · Detlef Kirchhoff · René Rensch (S)                          | Wielka Brytania · Andy Holmes · Steve Redgrave · Patrick Sweeney (S)       |
| Barcelona 1992   | Wielka Brytania · Jonathan Searle · Gregory Searle · Garry Herbert (S)      | Włochy · Carmine Abbagnale · Giuseppe Abbagnale · Giuseppe Di Capua (S)          | Rumunia · Dimitrie Popescu · Dumitru Răducanu · Nicolae Țaga (S)           |

### Czwórki ze sternikiem
| Rok i miejsce    | Złoto | Srebro | Brąz |
| ---------------- | --- | --- | --- |
| Paryż 1900       | Francja · Henri Bouckaert · Jean Cau · Émile Delchambre · Henri Hazebrouck · Charlot (S)                          | Francja · Georges Lumpp · Charles Perrin · Daniel Soubeyran · Émile Wegelin · ?                              | Cesarstwo Niemieckie · Wilhelm Carstens · Julius Körner · Adolf Möller · Hugo Rüster · Max Ammermann (S)            |
| Paryż 1900       | Cesarstwo Niemieckie · Gustav Goßler · Oscar Goßler · Walther Katzenstein · Waldemar Tietgens · Carl Goßler (S)   | Holandia · Coenraad Hiebendaal · Geert Lotsij · Paul Lotsij · Johannes Terwogt · Hermanus Brockmann (S)      | Cesarstwo Niemieckie · Ernst Felle · Otto Fickeisen · Carl Lehle · Hermann Wilker · Franz Kröwerath (S)             |
| Sztokholm 1912   | Cesarstwo Niemieckie · Albert Arnheiter · Hermann Wilker · Rudolf Fickeisen · Otto Fickeisen · Otto Maier (S)     | Wielka Brytania · Julius Beresford · Karl Vernon · Charles Rought · Bruce Logan · Geoffrey Carr (S)          | Dania · Erik Bisgaard · Rasmus Frandsen · Mikael Simonsen · Poul Thymann · Ejgil Clemmensen (S)                     |
| Antwerpia 1920   | Szwajcaria · Willy Brüderlin · Max Rudolf · Paul Rudolf · Hans Walter · Paul Staub (S)                            | Stany Zjednoczone · Kenneth Myers · Carl Klose · Franz Federschmidt · Erich Federschmidt · Sherman Clark (S) | Norwegia · Birger Var · Theodor Klem · Henry Larsen · Per Gulbrandsen · Thoralf Hagen (S)                           |
| Paryż 1924       | Szwajcaria · Émile Albrecht · Alfred Probst · Eugen Sigg · Hans Walter · Émile Lachapelle (S) · Walter Loosli (S) | Francja · Eugène Constant · Louis Gressier · Georges Lecointe · Raymond Talleux · Ernest Barberolle (S)      | Stany Zjednoczone · Robert Gerhardt · Sidney Jelinek · Edward Mitchell · Henry Welsford · John Kennedy (S)          |
| Amsterdam 1928   | Włochy · Valerio Perentin · Giliante D’Este · Nicolò Vittori · Giovanni Delise · Renato Petronio (S)              | Szwajcaria · Ernst Haas · Joseph Meyer · Otto Bucher · Karl Schwegler · Fritz Bösch (S)                      | Polska · Franciszek Bronikowski · Edmund Jankowski · Leon Birkholz · Bernard Ormanowski · Bolesław Drewek (S)       |
| Los Angeles 1932 | Rzesza Niemiecka · Hans Eller · Horst Hoeck · Walter Meyer · Joachim Spremberg · Carlheinz Neumann (S)            | Włochy · Bruno Vattovaz · Giovanni Plazzer · Riccardo Divora · Bruno Parovel · Giovanni Scher (S)            | Polska · Jerzy Braun · Janusz Ślązak · Stanisław Urban · Edward Kobyliński · Jerzy Skolimowski (S)                  |
| Berlin 1936      | III Rzesza · Hans Maier · Walter Volle · Ernst Gaber · Paul Söllner · Fritz Bauer (S)                             | Szwajcaria · Hermann Betschart · Hans Homberger · Alex Homberger · Karl Schmid · Rolf Spring (S)             | Francja · Fernand Vandernotte · Marcel Vandernotte · Jean Cosmat · Marcel Chauvigné · Noël Vandernotte (S)          |
| Londyn 1948      | Stany Zjednoczone · Warren Westlund · Robert Martin · Robert Will · Gordon Giovanelli · Allan Morgan (S)          | Szwajcaria · Rudolf Reichling · Erich Schriever · Émile Knecht · Pierre Stebler · André Moccand (S)          | Dania · Erik Larsen · Børge Nielsen · Henry Larsen · Harry Knudsen · Jørgen Olsen (S)                               |
| Helsinki 1952    | Czechosłowacja · Karel Mejta · Jiří Havlis · Jan Jindra · Stanislav Lusk · Miroslav Koranda (S)                   | Szwajcaria · Enrico Bianchi · Karl Weidmann · Heinrich Scheller · Émile Ess · Walter Leiser (S)              | Stany Zjednoczone · Carl Lovested · Alvin Ulbrickson · Richard Wahlstrom · Matthew Leanderson · Albert Rossi (S)    |
| Melbourne 1956   | Włochy · Alberto Winkler · Romano Sgheiz · Angelo Vanzin · Franco Trincavelli · Ivo Stefanoni (S)                 | Szwecja · Olof Larsson · Gösta Eriksson · Ivar Aronsson · Evert Gunnarsson · Bertil Göransson (S)            | Finlandia · Kauko Hänninen · Reino Poutanen · Veli Lehtelä · Toimi Pitkänen · Matti Niemi (S)                       |
| Rzym 1960        | Niemcy · Gerd Cintl · Horst Effertz · Klaus Riekemann · Jürgen Litz · Michael Obst (S)                            | Francja · Robert Dumontois · Claude Martin · Jacques Morel · Guy Nosbaum · Jean Klein (S)                    | Włochy · Fulvio Balatti · Romano Sgheiz · Franco Trincavelli · Giovanni Zucchi · Ivo Stefanoni (S)                  |
| Tokio 1964       | Niemcy · Peter Neusel · Bernhard Britting · Joachim Werner · Egbert Hirschfelder · Jürgen Oelke (S)               | Włochy · Renato Bosatta · Emilio Trivini · Giuseppe Galante · Franco De Pedrina · Giovanni Spinola (S)       | Holandia · Alex Mullink · Jan van de Graaff · Frederik van de Graaff · Robert van de Graaf · Marius Klumperbeek (S) |
| Meksyk 1968      | Nowa Zelandia · Dick Joyce · Ross Collinge · Dudley Storey · Warren Cole · Simon Dickie (S)                       | NRD · Peter Kremtz · Roland Göhler · Klaus Jacob · Manfred Gelpke · Dieter Semetzky (S)                      | Szwajcaria · Denis Oswald · Peter Bolliger · Hugo Waser · Jakob Grob · Gottlieb Fröhlich (S)                        |
| Monachium 1972   | RFN · Peter Berger · Hans-Johann Färber · Gerhard Auer · Alois Bierl · Uwe Benter (S)                             | NRD · Dietrich Zander · Reinhard Gust · Eckhard Martens · Rolf Jobst · Klaus-Dieter Ludwig (S)               | Czechosłowacja · Otakar Mareček · Karel Neffe · Vladimír Jánoš · František Provazník · Vladimír Petříček (S)        |
| Montreal 1976    | ZSRR · Wladimir Jeschinow · Nikolai Iwanow · Michail Kusnezow · Alexander Klepikow · Alexander Lukjanow (S)       | NRD · Andreas Schulz · Rüdiger Kunze · Walter Dießner · Ullrich Dießner · Johannes Thomas (S)                | RFN · Hans-Johann Färber · Ralph Kubail · Siegfried Fricke · Peter Niehusen · Hartmut Wenzel (S)                    |
| Moskwa 1980      | NRD · Dieter Wendisch · Ullrich Dießner · Walter Dießner · Gottfried Döhn · Andreas Gregor (S)                    | ZSRR · Artūrs Garonskis · Dimants Krišjānis · Dzintars Krišjānis · Žoržs Tikmers · Juris Bērziņš (S)         | Polska · Grzegorz Stellak · Adam Tomasiak · Grzegorz Nowak · Ryszard Stadniuk · Ryszard Kubiak (S)                  |
| Los Angeles 1984 | Wielka Brytania · Martin Cross · Richard Budgett · Andy Holmes · Steve Redgrave · Adrian Ellison (S)              | Stany Zjednoczone · Thomas Kiefer · Gregory Springer · Michael Bach · Edward Ives · John Stillings (S)       | Nowa Zelandia · Kevin Lawton · Donald Symon · Barrie Mabbott · Ross Tong · Brett Hollister (S)                      |
| Seul 1988        | NRD · Bernd Niesecke · Hendrik Reiher (S) · Karsten Schmeling · Bernd Eichwurzel · Frank Klawonn                  | Rumunia · Dimitrie Popescu · Ioan Șnep · Vasile Tomoiagă · Ladislau Lowrenschi · Valentin Robu (S)           | Nowa Zelandia · Christopher White · Ian Wright · Andrew Bird · Greg Johnston · George Keys (S)                      |
| Barcelona 1992   | Rumunia · Iulică Ruican · Viorel Talapan · Dimitrie Popescu · Dumitru Răducanu · Nicolae Țaga (S)                 | Niemcy · Ralf Brudel · Uwe Kellner · Thoralf Peters · Karsten Finger · Hendrik Reiher (S)                    | Polska · Wojciech Jankowski · Maciej Łasicki · Jacek Streich · Tomasz Tomiak · Michał Cieślak (S)                   |

### Czwórki ze sternikiem (wewnętrzna odsadnia)
| Rok i miejsce  | Złoto                                                                                  | Srebro                                                                                              | Brąz                                                                                           |
| -------------- | -------------------------------------------------------------------------------------- | --------------------------------------------------------------------------------------------------- | ---------------------------------------------------------------------------------------------- |
| Sztokholm 1912 | Dania · Ejler Allert · Jørgen Hansen · Carl Møller · Carl Pedersen · Poul Hartmann (S) | Szwecja · Ture Rosvall · William Bruhn-Möller · Conrad Brunkman · Herman Dahlbäck · Leo Wilkens (S) | Norwegia · Claus Høyer · Reidar Holter · Magnus Herseth · Frithjof Olstad · Olav Bjørnstad (S) |

### Czwórki bez sternika wagi lekkiej
| Rok i miejsce       | Złoto                                                                             | Srebro                                                                              | Brąz                                                                                       |
| ------------------- | --------------------------------------------------------------------------------- | ----------------------------------------------------------------------------------- | ------------------------------------------------------------------------------------------ |
| Atlanta 1996        | Dania · Victor Feddersen · Niels Henriksen · Thomas Poulsen · Eskild Ebbesen      | Kanada · Brian Peaker · Jeffrey Lay · Dave Boyes · Gavin Hassett                    | Stany Zjednoczone · Marc Schneider · Jeffrey Pfaendtner · David Collins · William Carlucci |
| Sydney 2000         | Francja · Laurent Porchier · Jean-Christophe Bette · Yves Hocdé · Xavier Dorfman  | Australia · Simon Burgess · Anthony Edwards · Darren Balmforth · Robert Richards    | Dania · Søren Madsen · Thomas Ebert · Eskild Ebbesen · Victor Feddersen                    |
| Ateny 2004          | Dania · Thor Kristensen · Thomas Ebert · Stephan Mølvig · Eskild Ebbesen          | Australia · Glen Loftus · Anthony Edwards · Benjamin Cureton · Simon Burgess        | Włochy · Lorenzo Bertini · Catello Amarante · Salvatore Amitrano · Bruno Mascarenhas       |
| Pekin 2008          | Dania · Mads Kruse Andersen · Eskild Ebbesen · Thomas Ebert · Morten Jørgensen    | Polska · Miłosz Bernatajtys · Bartłomiej Pawełczak · Łukasz Pawłowski · Paweł Rańda | Kanada · Jon Beare · Iain Brambell · Mike Lewis · Liam Parsons                             |
| Londyn 2012         | Południowa Afryka · James Thompson · Matthew Brittain · John Smith · Sizwe Ndlovu | Wielka Brytania · Peter Chambers · Rob Williams · Richard Chambers · Chris Bartley  | Dania · Kasper Winther · Morten Jørgensen · Jacob Barsøe · Eskild Ebbesen                  |
| Rio de Janeiro 2016 | Szwajcaria · Lucas Tramer · Simon Schürch · Simon Niepmann · Mario Gyr            | Dania · Jacob Barsøe · Jacob Larsen · Kasper Winther · Morten Jørgensen             | Francja · Franck Solforosi · Thomas Baroukh · Guillaume Raineau · Thibault Colard          |